# Florian Czarnyszewicz
Florian Czarnyszewicz (pronunciado /Charnúshevich/ en fonética española; 2 de julio de 1900 en Babruisk, Imperio ruso-18 de agosto de 1964 en Villa Carlos Paz, Argentina) fue un novelista polaco. Participó en la guerra polaco-soviética de 1920.
En 1924 abandonó el viejo continente y emigró a la Argentina, donde trabajó durante 30 años como obrero en un matadero en la ciudad de Berisso, cerca de la ciudad de La Plata. Tras un esfuerzo importante, construyó una casa en Villa Carlos Paz en el pintoresco paisaje de montaña de la provincia de Córdoba, donde se estableció en 1956 con su esposa e hija. Él era un activista de la Unión de los Polacos en Argentina.
Su debut literario fue durante los años cuarenta, publicando en 1942 Nadberezyńcy, novela autobiográfica que  a pesar de las excelentes críticas (incluyendo comparaciones tipo de "Guerra y Paz"), a causa de la Segunda Guerra Mundial y sus efectos políticos, nunca entró en el canon literario polaco.
Es tío abuelo del cantante estadounidense de rock Steven Tyler, ya que éste es nieto del hermano de Florian, Feliks, quien emigró a Nueva York.

## Obras
- 1942 - Nadberezyńcy
- 1953 - Wicik Żywica
- 1958 - Losy pasierbów (“El destino de los Hijastros”)
- 1963 - Chłopcy z Nowoszyszek